# Tadeusz Bujar
Tadeusz Franciszek Bujar (ur. 23 lipca 1937 w Katowicach, zm. 12 stycznia 2021) – polski hokeista, trener hokejowy.
Był wychowankiem i zawodnikiem Naprzodu Janów. Następnie rozpoczął pracę trenera w tym klubie, pełnił funkcję szefa wyszkolenia młodzieży i asystenta szkoleniowca seniorów, Władimira Jegorowa. Uzyskał tytuł trenera II klasy państwowej.
W maju 1974 jako trener II klasy państwowej został trenerem Stali Sanok w II lidze. W sezonie 1975/1976 kierowana przez niego drużyna wygrała Grupę Południe i uzyskała awans do I ligi. Po pierwszej rundzie I-ligowego sezonu 1976/1977 Tadeusz Bujar ustąpił ze stanowiska I trenera z powodów zdrowotnych, lecz pozostał asystentem swojego następcy Kazimierza Bryniarskiego. W 1994 ponownie został trenerem Naprzodu.
W 1976 został odznaczony Srebrnym Krzyżem Zasługi. Ojciec Krzysztofa (1961–2023), hokeisty i olimpijczyka.
Pochowany na Cmentarzu katolickim parafii Świętej Jadwigi Śląskiej w Katowicach.